# Ligne 5 (CFL)
Pour les articles homonymes, voir Ligne 5.
La ligne 5 Luxembourg – Kleinbettingen-frontière est une ligne de chemin de fer de 18,8 km reliant Luxembourg à Kleinbettingen sur la frontière avec la Belgique.
Exploitée par la Compagnie des chemins de fer de l'Est en 1859, puis après 1872 par la Direction générale impériale des chemins de fer d'Alsace-Lorraine, par l'Administration des chemins de fer d'Alsace et de Lorraine après 1919, par la SNCF après 1938 puis par la Deutsche Reichsbahn après 1940, elle est exploitée depuis 1946 par la société nationale des chemins de fer luxembourgeois. 
Elle est prolongée à Arlon par la ligne 162 belge vers Namur. Elle était initialement, fait unique au Luxembourg, électrifiée à la tension belge de 3 000 V courant continu, et non à la tension luxembourgeoise de 25 000 V courant alternatif, nécessitant des installations de commutation en gare de Luxembourg ; une ré-électrification en 25 000 V est effectuée courant 2018, rendant les installations commutables obsolètes.

## Histoire
Le 15 septembre 1859, la Compagnie des chemins de fer de l'Est, exploitant des lignes de la Société royale grand-ducale des chemins de fer Guillaume-Luxembourg, ouvre à l'exploitation la section de Luxembourg à la frontière belge.
La ligne est électrifiée en 1956 à la tension de 3 000 V courant continu, utilisée en Belgique, au lieu du 25 000 V courant alternatif utilisé sur le reste du réseau luxembourgeois. La gare de Luxembourg est une gare commutable de ce fait.
La ligne est électrifiée en 25 000 V entre le 14 juillet et le 16 septembre 2018, ce qui met fin à l'utilisation des installations commutables de la gare de Luxembourg et à sa signalisation spécifique. Ce changement d'électrification ne s'est pas fait sans problèmes, le matériel bi-courant engagé par la SNCB sur les relations commerciales utilisant la ligne 5 connaissant plusieurs problèmes de bascule à la section de séparation entre 3 000 et 25 000 V.

### Incidents
Le 5 juillet 2021, un train percute une voiture abandonnée sur la voie au passage à niveau de la rue de Mamer à Bertrange, provoquant l'arrêt de la circulation sur la ligne 5. L'accident n'a fait aucun blessé, l'automobiliste ayant quitté son véhicule à temps.

## Caractéristiques

### Tracé
Longue de 18,77 kilomètres, la ligne relie la capitale à l'ouest du grand-duché et à la Belgique. D'orientation est-ouest, elle est électrifiée depuis 2018 en 2 x 25000 V - 50 Hz, auparavant en 3000 V courant continu, et est à deux voies banalisées et à écartement normal (1 435 mm). Une curiosité de la ligne est le fait que les trains y circulent à gauche, comme en Belgique ou en France sauf Alsace-Lorraine, et non à droite comme sur les réseaux luxembourgeois, allemand et alsacien-lorrain. La circulation à gauche s'effectue donc jusqu'en gare de Luxembourg, le changement de sens s'effectuant via le faisceau de la gare sans saut-de-mouton.
Le tracé de la ligne, qui dessert l'ouest du Luxembourg est relativement plat, avec une pente maximale de 10 ‰. Cela se traduit par l'absence de tunnels.

### Infrastructures

#### Signalisation
La ligne est équipée de la signalisation ferroviaire luxembourgeoise et du Système européen de contrôle des trains de niveau 1 (ETCS L1), ce dernier cohabite jusqu'au 31 décembre 2019 avec le Memor II+.

#### Gares
Outre la gare d'origine, de Luxembourg, la ligne comporte 5 gares ou haltes voyageurs :  Bertrange - Strassen, Mamer-Lycée, Mamer, Capellen et Kleinbettingen. Une de ces gares a également des installations de « terminal fret » et de « gare de formation » : Kleinbettingen.

#### Vitesses limites
La vitesse limite varie de 60 à 130 km/h. Dans le détail, elle est de 60 km/h de la gare de Luxembourg à la hauteur de la gare de Hollerich sur la ligne 7 puis elle est de 130 km/h jusqu'à la frontière.

## Trafic
La ligne est desservie par une ligne commerciale des CFL, la ligne Luxembourg - Kleinbettingen - Arlon (Belgique).
La desserte s'effectue dans la pratique par des trains Regional-Express et Regionalbunn. Enfin, les Intercity belges reliant Arlon à Luxembourg utilisent la ligne, mais ne marquent pas d'arrêt en gare en territoire luxembourgeois avant d'arriver dans la capitale grand-ducale.
Des trains de marchandises empruntent la ligne.